# Secale vavilovii

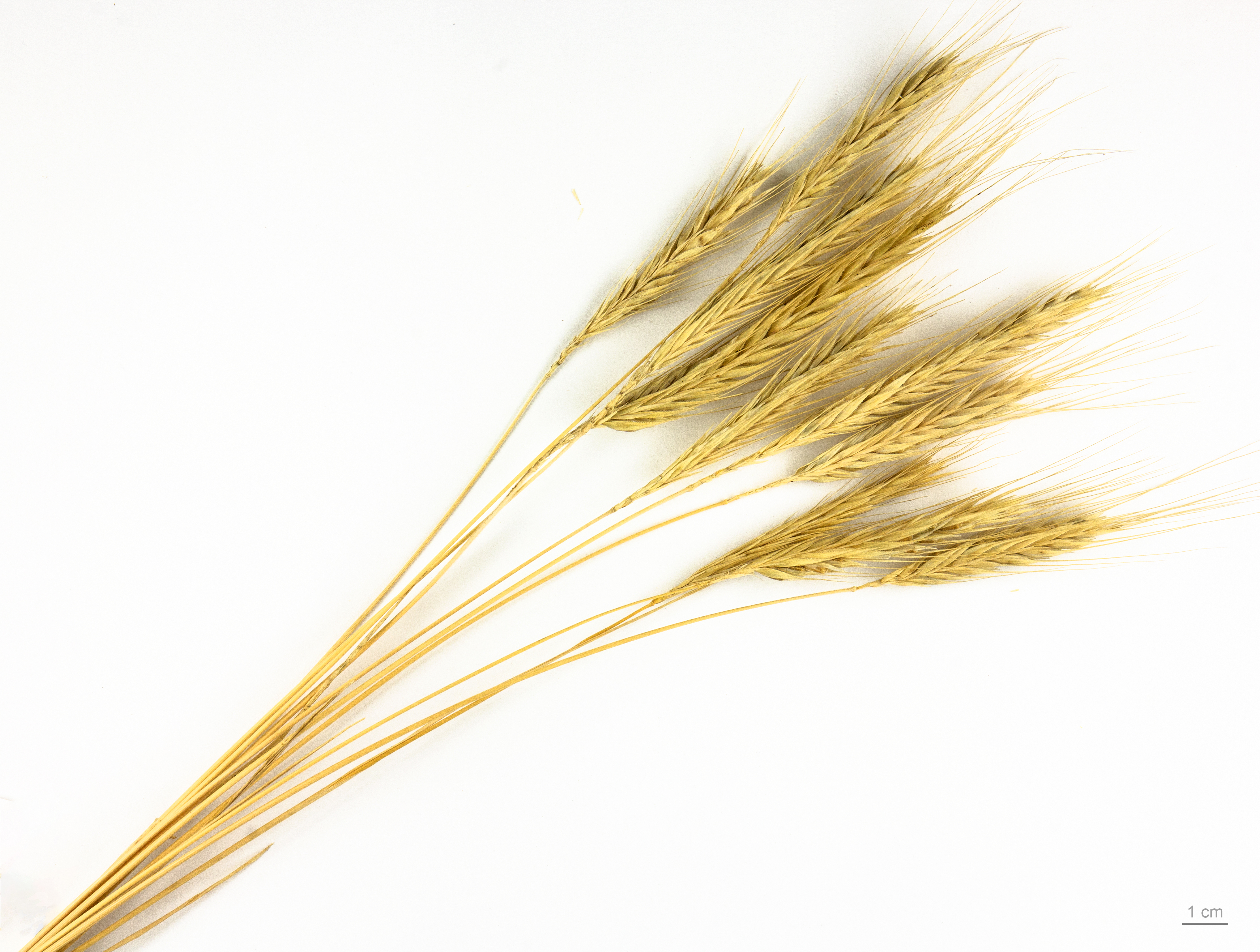
Secale vavilovii

Secale vavilovii là một loài thực vật có hoa trong họ Hòa thảo. Loài này được Grossh. miêu tả khoa học đầu tiên năm 1924.